# Chalciporus
Genre

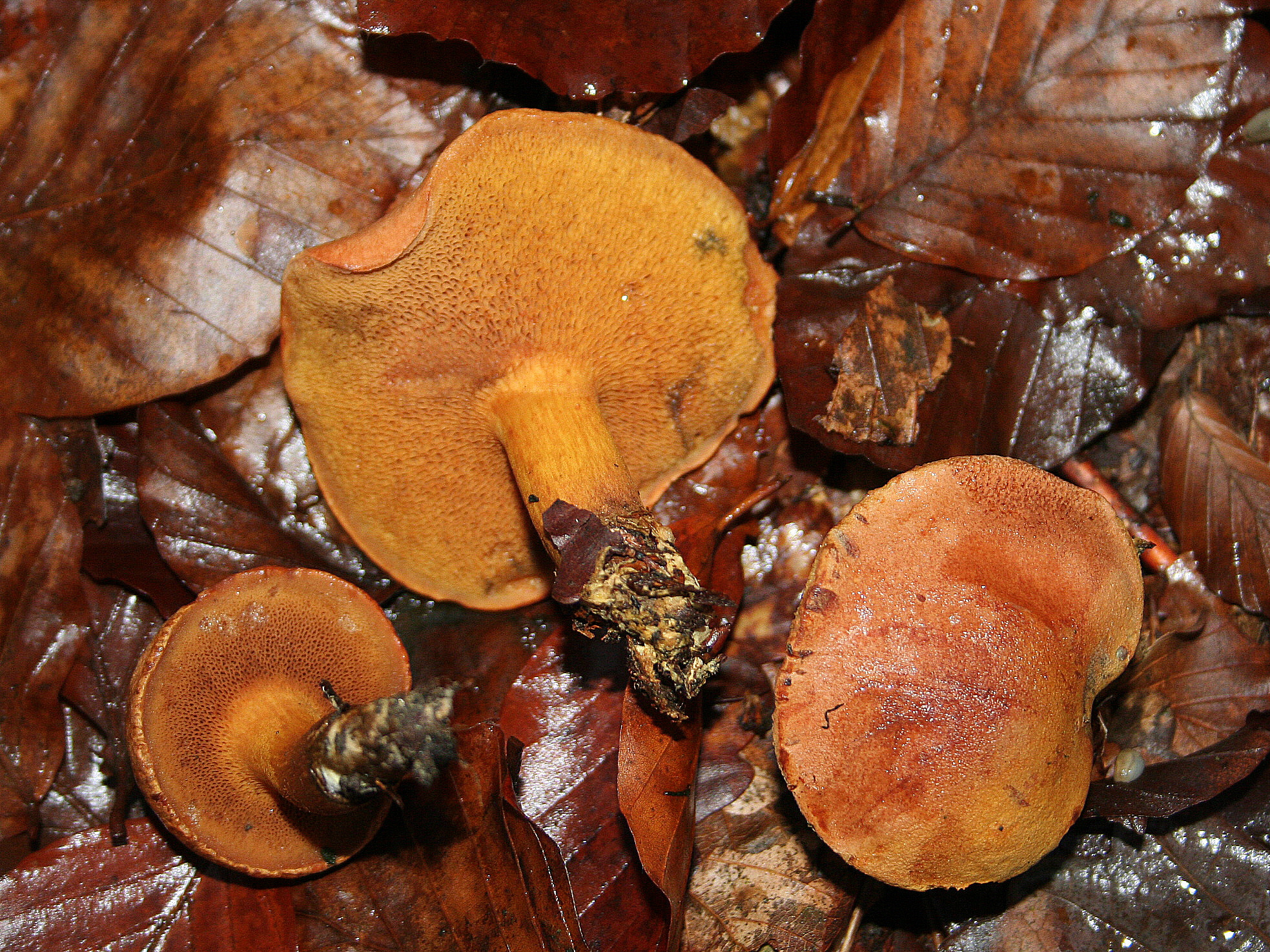
Chalciporus piperatus, le Bolet poivré

Chalciporus est un genre de champignons de la famille des Boletaceae, proche du groupe des Boletus edulis. Petites espèces bolétoïdes à chapeau sec, velouté et viscidule par temps humide. Les pores sont de couleur rouille à maturité. Pied parfois excentré et jaune à la base.

## Taxinomie
Chalciporus Bataille

## Description du sporophore
Chapeau :
Cuticule sèche ou subviscidule, glabre. 
Chair jaune pâle ou blanche, ou rarement rosé pâle, bleue chez certains spécimens. 
Hyménium : adné à subdécurent, rouge mat, brun cannelle, carmin à rose saumon ou rarement bleu. 
Stipe (pied) : sec, pruineux à glabre, avec mycélium basal jaune brillant. 
Sporée : brune. Spores fusiformes courtes ou ellipsoïdes, lisses.

## Habitat
Régions Nord tempérées et pantropicales.
Mycorhizes avec les Pinaceae et les Fagaceae.

## Classification phylogénétique
Certains Calchiporus forment un groupe, tandis que Calchiporus olivasporus est une espèce monogénique.[style à revoir]
- Boletaceae
  - Calchiporus olivasporus
  - Boletus impolitus

  - Phlebopus beniensis
    - Chalciporus piperatus
      - Chalciporus amarellus
        - Chalciporus rubinellus

  - Tylopilus nutonigricans
    - Boletus ananas
      - Strobilomyces sp.

  - Boletus edulis group
  - Leccinum sp

## Classification classique: espèces
- Chalciporus amarellus (Quél.) Bataille, Europe
- Chalciporus aurantiacus (McNabb) Pegler & T.W.K. Young 1981
- Chalciporus griseus  (Heinem. & Rammeloo) Klofac & Krisai 2006
- Chalciporus hypochryseus, Europe
- Chalciporus luteopurpureus (Beeli) Klofac & Krisai 2006
- Chalchiporus olivasporus
- Chalciporus pierrhuguesii (Boud.) Bon
- Chalciporus phaseolisporus  (T.H. Li, R.N. Hilton & Watling) Klofac & Krisai 2006
- Chalciporus phlebopoides (Heinem. & Rammeloo) Klofac & Krisai 2006
- Chalciporus piperatus, (Bull.) Bataille 1908, Bolet poivré, Europe
- Chalciporus rubinellus (Peck) Singer 1973
- Chalciporus rubinus (W.G. Sm.) Singer 1973 > synonyme de Rubinoboletus rubinus (W.G. Sm.) Pilát & Dermek 1969, Europe
- Chalciporus virescens (Heinem.) Klofac & Krisai 2006